# Alter Markt 7 (Stralsund)
Das Haus mit der postalischen Adresse Alter Markt 7 ist ein Gebäude im Stadtgebiet Altstadt der Stadt Stralsund am Alten Markt am Anfang der Mühlenstraße.

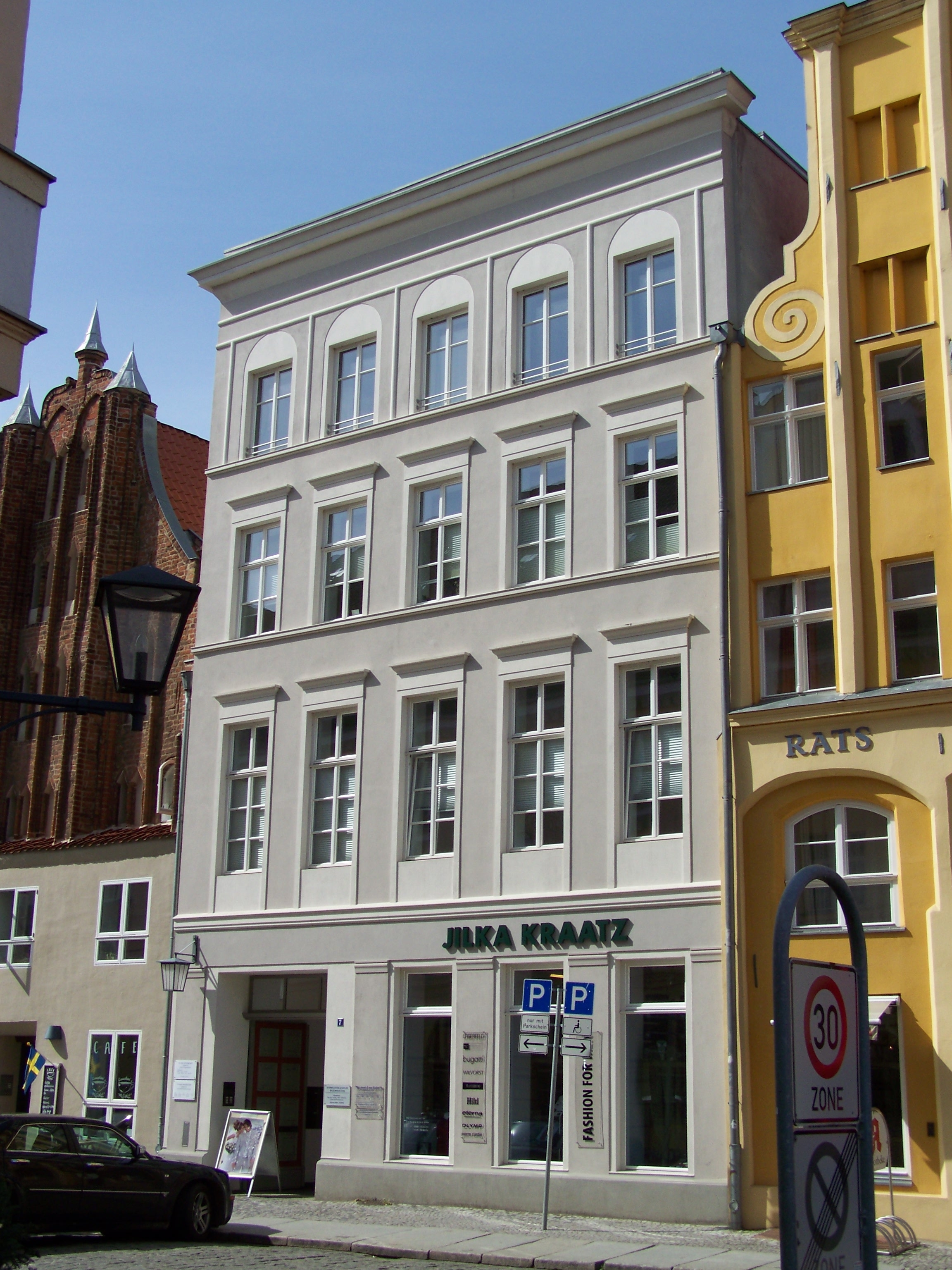
Das Haus Alter Markt 7 in Stralsund (2008)

Das viergeschossige, fünfachsige Gebäude wurde im 19. Jahrhundert errichtet. Es wurde zunächst als Hotel genutzt. Später war hier eine Höhere Töchterschule mit Mädchenpensionat untergebracht.
In den Jahren 2002 und 2003 wurde das zu diesem Zeitpunkt verfallene und leerstehende Haus umfassend saniert; dabei konnte vom Ursprungsbau nur die Fassade erhalten werden.
Das Haus liegt im Kerngebiet des von der UNESCO als Weltkulturerbe anerkannten Stadtgebietes des Kulturgutes „Historische Altstädte Stralsund und Wismar“.